# 11. Jahrtausend v. Chr.
Portal Geschichte | Portal Biografien | Aktuelle Ereignisse | Jahreskalender | Tagesartikel

◄ |
12. Jahrtausend v. Chr. |
11. Jahrtausend v. Chr. | 10. Jahrtausend v. Chr.  | ►
| ❮ | System        | Serie      | Stufe              | ≈ Alter (mya) |
| - | ------------- | ---------- | ------------------ | ------------- |
| ❮ | Q u a r t ä r | Holozän    | Meghalayum         | 0 ⬍ 0,004     |
| ❮ | Q u a r t ä r | Holozän    | Nordgrippium       | 0,004 ⬍ 0,008 |
| ❮ | Q u a r t ä r | Holozän    | Grönlandium        | 0,008 ⬍ 0,012 |
| ❮ | Q u a r t ä r | Pleistozän | Tarantium          | 0,012 ⬍ 0,126 |
| ❮ | Q u a r t ä r | Pleistozän | Ionium (Chibanium) | 0,126 ⬍ 0,781 |
| ❮ | Q u a r t ä r | Pleistozän | Calabrium          | 0,781 ⬍ 1,806 |
| ❮ | Q u a r t ä r | Pleistozän | Gelasium           | 1,806 ⬍ 2,588 |
| ❮ | früher        | früher     | früher             | älter         |

Das 11. Jahrtausend v. Chr. beschreibt den Zeitraum von 11000 v. Chr. bis 10000 v. Chr.

## Zeitrechnung/Epoche
- 1. Januar 10001 v. Chr.: Beginn des Jahres null im Holozän-Kalender

## Ereignisse
- Um 10930 v. Chr. bricht der Vulkan des Laacher Sees in der Eifel aus. In weiten Teilen Europas ist das ausgeworfene Material in Sedimenten als charakteristische dünne Bimsschicht nachweisbar und kann zur Datierung verwendet werden.[1]
- Ab 10700 v. Chr. entsteht die Ahrensburger Kultur im nördlichen Mitteleuropa.
- Um 10600 v. Chr. kommt es zum Ausbruch des isländischen Vulkans Katla. Dieses Sólheimar-Eruption genannte Ereignis war einer der größten bekannten Vulkanausbrüche in Island. Spuren finden sich rund um den Nordatlantik.
- Um 10500 v. Chr.: Die Jomon-Kultur in Japan, nach ihren typischen mit Schnurmustern (japanisch jomon) dekorierten Keramiken benannt, blüht in Japan. Kleine Tonfiguren werden aufgestellt, die meist weiblich sind. Neben den Tonfiguren werden senkrecht aufgestellte Steine und phallische Symbole verehrt. Die letzten Ruhestätten der Verstorbenen befinden sich immer inmitten der Siedlungen.

## Trivia
Fantasyautor Robert E. Howard siedelt sein Hyborisches Zeitalter, in welchem die Abenteuer von Conan dem Cimmerier (auch bekannt als: Conan der Barbar) spielen, in der Zeit um 10.000 v. Chr. an.